# Bonatea lamprophylla
Bonatea lamprophylla är en orkidéart som beskrevs av Joyce Stewart. Bonatea lamprophylla ingår i släktet Bonatea och familjen orkidéer. Inga underarter finns listade i Catalogue of Life.